# تئاتر فینیکس، لندن
تئاتر فینیکس (انگلیسی: Phoenix Theatre) یک سالن نمایش در لندن، انگلستان است.
این سالن تئاتر که در خیابان چرینگ کراس قرار دارد در سال ۱۹۳۰ میلادی تأسیس شده و جزئی از تئاتر وست اند محسوب می‌شود. تئاتر فینیکس دارای ۱٬۰۱۲ نفر ظرفیت می‌باشد.